# (1652) Hergé
(1652) Hergé ist ein Asteroid des Hauptgürtels, der am 9. August 1953 vom belgischen Astronomen Sylvain Julien Victor Arend in Ukkel entdeckt wurde. 
Der Name des Asteroiden ist von dem Künstlernamen Hergé des belgischen Comicschreibers und -zeichners Georges Prosper Remi abgeleitet.